# 住吉正博
住吉 正博（すみよし まさひろ、1942年1月12日 - 2017年12月）は、日本の俳優。本名は同じ。別名、住吉 道博。
旧関東州・大連出身。成城大学卒業。娘は女優の如月皐。高瀬プロダクション、アディックエージェンシー、オフィス松田などに所属していた。

## 来歴・人物
1957年、埼玉県に引き揚げる。成城大学芸術学部在学中に劇団俳優座第14期生となり、卒業後の1965年に劇団青俳に入団。以後、テレビドラマを中心に活動し、1970年の『金太郎の孫』で布団屋職人を演じ、同年の『東京赤坂三代目』では呉服店の店員を演じるなど職人や店員役を多く演じた。
1976年、『がんばれ!!ロボコン』にスケジュールの都合で降板することになった大野しげひさに替わり、ロボコンの居候先のパパ役を演じた。当時の紹介記事では「子供が相手であることを意識しないで演じてみたい」と述べている。同年、劇団青俳を退団。
1999年、「遊人塾・劇舎」を設立し、代表を務めていた。
2017年12月、肺癌のため死去。75歳没。
高校時代の同級生にコメディアンの萩本欽一がいる。後年、「欽ちゃんのどこまでやるの!?」で共演を果たした。

## 出演作品

### テレビドラマ
※：住吉道博名義
- 今井正アワー / 下町の青春（1966年） - 協賛会長 デビュー作
- 鉄道公安36号 第135話「悲しき故郷」（1966年、NET）
- 特別機動捜査隊
  - 第227話「若い断層」（1966年）
  - 第289話「ガールハント」（1967年）
  - 第296話「九年目の女」（1967年）
  - 第412話「凍った蒸発」（1969年） - 住吉刑事
- ウルトラシリーズ
  - ウルトラマン 第18話「遊星から来た兄弟」（1966年） - 宇宙局員
  - ウルトラマン80 第47話「魔のグローブ 落し物にご用心!!」（1981年） - 玉井太吉※
- NHK劇場 / 信濃うす雪（1967年） - 和夫
- 挑戦者 続・ある勇気の記録 第40話「明日に生きる」（1967年）
- 七つの顔の男（1967年 - 1968年）
- 三匹の侍 第5シリーズ 第26話「浪人天国」（1968年） - 宗形金吾
- お庭番 第1話「元禄十四年 前編」 - 第4話「元禄十五年 後編」（1968年）
- 青空に叫ぼう 第36話「兄貴先生」（1968年）
- ローンウルフ 一匹狼 第33話「地獄への片道切符」（1968年）
- 風 第29話「若き祈り」（1968年、TBS）
- 東芝日曜劇場→日曜劇場
  - 女房の眼鏡（1968年）
  - ぼくの妹 第6話「届かぬ兄の声」（2009年） - 守屋
- 怪奇大作戦 第13話「氷の死刑台」（1968年） - 島村
- フジ三太郎 第18話「危険信号」（1969年）
- 帰って来た用心棒 第35話「密会」（1969年）
- 天を斬る 第11話「伜は武士」（1969年）
- 金太郎の孫（1970年） - 横田
- 時間ですよ 第12話（1970年）
- 燃えよ剣 第11話「眞葛ヶ原の朝霧」（1970年） - 三谷直人
- 鬼平犯科帳 第1シリーズ（1970年）第30話「盗法秘伝」- 弥吉
- 銭形平次
  - 第214話「老岡っ引の涙」（1970年）
  - 第364話「泣くな八五郎」（1973年）
  - 第396話「母の祈り」（1973年）
  - 第450話「ひと夜の悪夢」（1974年）
  - 第512話「男は度胸か愛嬌か」（1976年）
  - 第646話「十手に賭けたお静の命」（1978年）※
  - 第740話「わたしは見ていた」（1980年）※
  - 第809話「幻の殺人者」（1982年） - 義助※
  - 第874話「平次は俺が殺る」（1983年）
- 土曜劇場 / ふたりぼっち（1970年）
- 東京赤坂三代目（1970年）
- だまって坐れ（1970年 - 1971年） - 倫聡[9]
- 大忠臣蔵（1971年） - 弥市
- 柳生十兵衛 第23話「柳生の竜虎」（1971年） - 柳生又十郎
- 部長刑事 第649話「コルセットの女」（1971年）
- 清水次郎長 第7話「泣き笑い凶状旅」（1971年）
- 遠山の金さん捕物帳
  - 第64話「身代りになった女」（1971年） - 三造
  - 第88話「月夜に浮かぶ男」（1972年）
- 天皇の世紀 第一部 第5話「大獄」（1971年） - 頼三樹三郎※
- ザ・ガードマン 第346話「結婚ウハウハ団体列車」（1971年）
- 千葉周作 剣道まっしぐら 第29話「あっぱれ おやじ剣法」（1971年、TBS）- 彦一郎
- 半七捕物帳 第17話（1972年）
- 世なおし奉行 第5話「人別帳秘話」（1972年）
- お祭り銀次捕物帳 第2話「裏切られた女」（1972年）
- 必殺シリーズ
  - 必殺仕掛人 第17話「花の吉原 地獄の手形」（1972年） - 惣吉
  - 助け人走る 第5話「御生命大切」 - 第20話「邪恋大迷惑」、第24話「悲痛大解散」（1973年 - 1974年） - 為吉
  - 必殺必中仕事屋稼業 第2話「一発勝負」（1975年） - 植松
  - 必殺からくり人・富嶽百景殺し旅 第10話「隅田川関屋の里」（1978年） - 新助※
  - 翔べ! 必殺うらごろし 第21話「夜空を飛ぶ女が見た悪の罠」（1979年） - 清七
  - 必殺仕事人 第55話「離れ技孤立水火攻め」（1980年） - 丈吉※
  - 必殺仕事人III 第20話「厄払いしたかったのは主水」（1983年） - 定八
- おんな組アクション控 第4話「子連れおんな狼」（1972年）
- ポーラテレビ小説 / 吉井川（1972年）
- 日本の嫁シリーズ（1973年）
  - 嫁の縁談 - 正吉
  - 嫁サこらんしょ
- 真夜中の警視 第6話「赤ちゃんの言い分」（1973年） - 川岸
- 水戸黄門
  - 第4部 第24話「牢破り -石巻-」（1973年） - 木村啓之助
  - 第8部 第28話「愛の奇蹟 -宮崎-」（1978年） - 助三
  - 第10部 第6話「天下の怪盗光右衛門 -駿府-」（1979年） - 三之助※
  - 第32部 第4話「響け! 汗と涙の御諏訪太鼓 -諏訪-」（2003年） - 甚兵衛
  - 第33部 第13話「甘ったれ若旦那に喝! -出雲-」（2004年） - 忠兵衛
  - 第35部 第14話「仇が教えた命の重さ -鹿児島」（2006年） - 弥兵衛
  - 第36部 第13話「お江戸から来た凹凸家族 -萩-」（2006年） - 久右衛門
  - 第37部 第16話「美人妻と武士の一分 -遠野-」（2007年） - 美濃屋惣兵衛
  - 第38部 第11話「にわか侍一直線! -郡上八幡-」（2008年） - 仁兵衛
  - 第39部 第1話「青空、恋空、江戸の空 いざ旅立ち! -水戸・江戸」（2008年） - 佐野七兵衛
- 素浪人 天下太平 第23話「あの町、この町 影法師」（1973年） - 仙次
- 新十郎捕物帖・快刀乱麻 第6話「血ん血ん千鳥が三羽死羽」（1973年）
- ぶらり信兵衛 道場破り 第7話「大砲がやってきた」（1973年）
- 走れ!ケー100 第32話「ニセモノ機関士大爆走!（佐渡の巻）」（1973年）
- 八州犯科帳（1974年）
- 幡随院長兵衛お待ちなせえ 第11話「乙女は体を張った」（1974年）
- ご存知遠山の金さん 第48話「花のお江戸の外人娘」（1974年） - 秀次郎
- 破れ傘刀舟悪人狩り 第7話「忘却の女」（1974年） - 宇津木源三郎
- おんな浮世絵・紅之介参る! 第11話「狙われた砂金」（1974年）
- 鞍馬天狗 第22話「花匂う」（1975年） - 佐々木彦三郎
- 太陽にほえろ!
  - 第149話「七曲藤堂一家」（1975年） - 宮野陽一
  - 第469話「東京・鹿児島・大捜査線」、第470話「鹿児島・東京・大捜査線」（1981年） - 亀岡※
- 俺たちの勲章 第11話「鞄を持った女」（1975年） - 加沼康一
- 長崎犯科帳 第16話「帰って来た男」（1975年） - 軍次
- 夜明けの刑事 第35話「塾ブームに殺された先生」（1975年）
- 影同心シリーズ
  - 影同心 第20話「新妻ひとり寝殺し節」（1975年）
  - 影同心II 第22話「一殺多生の影の肌」（1976年） - 泉屋倉吉
- Gメン'75 第28話「刑事誤殺」（1975年） - 赤木（星野三郎）
- がんばれ!!ロボコン 第73話「ゲバリキュン!! どうかおいらを追い出して」 - 第118話「メデタリヤ! ロボコン村は花ざかり」（1976年 - 1977年） - 小川太郎（パパ）
- 裁きの夏（1976年） - 九鬼刑事[10]
- 俺たちの旅 第16話「男には女の淋しさが胸にしみるのです」（1976年） - 佐山吉男
- 江戸の旋風シリーズ
  - 同心部屋御用帳 江戸の旋風II
    - 第20話「がんばれ! 左内」（1976年）
    - 第48話「韋駄天むすめ」（1977年）

  - 同心部屋御用帳 江戸の旋風III 第13話「おかしな約束」（1977年）
- 気まぐれ天使 第10話「とらぬタヌキとマリアさま」（1976年） - 刑事
- すぐやる一家青春記（1977年）
- 俺たちの朝 第45話「グッドバイと男のロマンと心が痛い」（1977年10月23日） - トオヤマ
- 新 木枯し紋次郎 第4話「雷神が二度吼えた」（1977年、12ch / C.A.L） - 二手川の亀吉
- 桃太郎侍
  - 第70話「凧に乗った五百両」（1978年） - 弥太郎
  - 第85話「女金貸し鬼より怖い」（1978年） - 久吉
  - 第174話「お化け屋敷のタヌキ騒動」（1980年） - お役者小僧（三浦の用人）※
  - 第188話「皿にかかれた人生模様」（1980年） - 清三郎※
- 新五捕物帳
  - 第25話「闇の顔をあばけ」（1978年）
  - 第40話「情けに消えた女」（1978年）※
  - 第77話「怨念! 能登の潮鳴り」（1979年）※
  - 第104話「火あぶりの女」（1980年）※
  - 第157話「娘観音津軽唄」（1981年）※
  - 第180話「泪橋に立つ女」（1982年）※
- 江戸の鷹 御用部屋犯科帖 第24話「絶唱! 大空に舞う黒髪」（1978年）
- 大江戸捜査網
  - 第351話「女義賊 怒りの逆襲」（1978年） - 丸福屋太兵衛
  - 第367話「遺産に群がる狐と狸」（1978年） - 熊五郎※
  - 第384話「大爆破を招く恐怖の大凧」（1979年） - 弥助※
  - 第456話「娘魚屋五万石の涙」（1980年） - 佐吉※
- 破れ新九郎 第3話「ねずみ小僧獄門首」（1978年）
- やあ!カモメ 第12話「ラブ・ジャック」（1978年） - 玉井※
- 明日の刑事 第60話「鈴木刑事に隠し子がいた!!」（1979年）※
- 江戸の激斗 第21話「日蔭の花を救え」（1979年） - 松平忠行
- 鉄道公安官 第14話「裏切りの途中下車」（1979年）※
- 江戸の牙 第5話「悲壮 命買います」（1979年）※
- 特捜最前線
  - 第140話「ハナコ・少女売春の街!」（1979年）
  - 第220話「張り込み 閉ざされた唇!」（1981年）※
- 騎馬奉行 第21話「子宝煙草を吸う妻」（1980年）※
- 江戸を斬るV 第6話「使えぬ右手が謎を解く」（1980年） - 吉兵衛※
- 非情のライセンス 第3シリーズ 第9話「兇悪の化粧・総選挙殺人事件」（1980年） - 酒井※
- ミラクルガール 第13話「謎の連続婦女暴行事件」（1980年） - 山崎プロデューサー※
- 花王名人劇場 / 裸の大将放浪記 人の心は顔では分からないので（1980年）
- スーパー戦隊シリーズ
  - 太陽戦隊サンバルカン 第31話「大東京シビレ音頭」（1981年） - 小林勇吉
  - 科学戦隊ダイナマン 第35話「新必殺技を求めて」（1983年） - 明石博士
- 土曜グランド劇場 / キッド 第10話「夫婦喧嘩と拳銃密輸団」（1981年）※
- 連続テレビ小説『本日も晴天なり』（1981年、NHK） - 第135回 大川
- 12時間超ワイドドラマ / 竜馬がゆく（1982年） - 伊東甲子太郎
- 土曜ワイド劇場
  - 二つの顔を持つ男・殺人証明（1982年）※
  - 書道教授（1982年）※
  - 軽井沢、殺しのレクイエム（1994年）
  - 東京駅お忘れ物預り所 第1作（2007年） - 定年の客
- 同心暁蘭之介 第16話「寄場破り」（1982年）※
- 文吾捕物帳 第17話「哀れな女の夢」（1982年）※
- 大岡越前 第7部 第19話「仇討ち夫婦駕籠」（1982年） - 亀吉
- 剣客商売（1982年 - 1983年） - 徳次郎
- 暁に斬る! 第14話「大江戸ゴッドファーザー」（1983年）
- 積木くずし 〜親と子の200日戦争〜 第2話、第4話（1983年） - 穂高のマネージャー
- 赤かぶ検事奮戦記III 第11話「三年目の疑惑・夫は殺人犯か」（1983年）
- 眠狂四郎無頼控 第1話「殺さないで私の子を異人妻の絶叫! 将軍お世継暗殺大奥やわ肌秘話」（1983年）
- 月曜ワイド劇場 / 女が会社へ行きたくない朝（1983年）
- 外科医 城戸修平（1983年）
- 月曜ドラマランド
  - いじわる看護婦 第3作（1983年）
  - いたずらスチュワーデス!（1985年） - 東田
- 暴れん坊将軍シリーズ
  - 暴れん坊将軍II 第27話「鬼退治! 雨のオランダ屋敷」（1983年） - 夏目又五郎
  - 暴れん坊将軍VIII 第10話「陰謀に巻きこまれた黄門様!?」（1997年） - 吉田介之丞
- 暴れ九庵 第7話「はきだめの福」（1984年）
- 木曜ドラマストリート / 復讐はワイングラスに浮かぶ（1985年）
- 長七郎江戸日記 第1シリーズ 第80話「桔梗、花一輪」（1985年） - 太助
- 私鉄沿線97分署 第53話「婚約寸前タッチアウト!」（1985年）
- 意地悪ばあさん 北海道へ追放?の巻 （1985年）
- ザ・ハングマンV 第9話「金塊に化けたヘソクリ200億を追え!」（1986年） - 野村正雄
- 殿さま風来坊隠れ旅 第12話「二人の夫を持つ女」（1994年）
- 連続テレビ小説 / 春よ、来い 第二部 第287話（1995年）
- 姫将軍大あばれ（1995年 - 1996年）
  - 第25話「罪と情けの恩返し」
  - 第36話「用心棒承る天秀尼」 - 第48話「逆転! 涙の架け橋」
- 銭形平次 第7シリーズ 第4話「残酷な遺言」（1998年）
- 火曜サスペンス劇場
  - 刑事・鬼貫八郎 第14作「表と裏」（2002年） - 木堂
  - 下町・銭湯騒動記 第1作（2002年） - 金森
  - 監察医・室生亜季子 第33作「笑った似顔絵」（2003年） - 川西
- 女と愛とミステリー / 北アルプス山岳救助隊・紫門一鬼 第4作「北アルプス殺人ケルン」（2002年） - 利根
- ブラックジャックによろしく 〜涙のがん病棟編〜（2004年）
- 水曜ドラマ / 警視庁鑑識班2004 第7話「幻の女の詩集が明かした二重生活の真実」（2004年） - 管理人
- DRAMA COMPLEX / 浅草美女の湯殺人事件（2005年） - 寺島

### 映画
- なにはなくとも全員集合!!（1967年） - 秀夫
- 橋のない川 第二部（1970年） - 杉本清一
- 高校生番長 深夜放送（1970年） - 古賀みちひろ
- 新・人間失格（1978年） - 倉岡
- 悪魔が来りて笛を吹く（1979年） - 出川刑事
- ミスターどん兵衛（1980年） - 三木助監督
- ニッポン警視庁の恥といわれた二人 刑事珍道中（1980年） - 藤井刑事
- 丑三つの村（1983年） - 刑事
- 蒸発旅日記（2003年） - ベレー帽の男
- 七人の弔（2005年） - 老人
- TAKESHIS'（2005年） - ラーメン屋の親父

### バラエティ
- 欽ちゃんのどこまでやるの!?（1976年 - 1986年）

### 舞台
- アイアイの眼
- 浅香光代・公演
- あ、のんきだね
- 老いぬさまでいよう
- オーロラ宮異聞
- KAZUKI
- 神島
- クルベット、天から舞いおりる
- 心優しき人よ
- 心優しき人よ2
- 島倉千代子・特別公演
- 神通川
- 孫文の女
- 地の群れ
- 調理場
- 二度わらし
- マイ・ブルー・ヘブン〜私の青空〜
- 魔法使いサリー
- マリアの首
- まるか楼の女たち
- メアリーという名の姉
- モンセラ
- 夢 歌舞伎町物語